# Live Consternation
| Оценки критиков | Оценки критиков |
| Источник        | Оценка          |
| --------------- | --------------- |
| About.com       | [ 1 ]           |
| Allmusic        | [ 2 ]           |
| Exclaim!        | (положительно)  |

Live Consternation — концертный альбом и видеозапись шведской метал-группы Katatonia, выпущенный в форматах CD и DVD на Peaceville Records 28 мая 2007 года. Двойной альбом содержит концертное выступление, записанное на немецком фестивале Summer Breeze Open Air 17 августа 2006 года. Обложка была создана Трэвисом Смитом и имеет схожую визуальную концепцию с обложкой альбома The Great Cold Distance.

## Список композиций
Все композиции написаны Йонасом Ренксе, Андерсом Нюстрёмом и Фредриком Норрманом.
1. «Leaders» — 5:11
2. «Wealth» — 4:48
3. «Soil’s Song» — 4:15
4. «Had to (Leave)» — 4:53
5. «Cold Ways» — 5:23
6. «Right into the Bliss» — 5:20
7. «Ghost of the Sun» — 4:07
8. «Criminals» — 4:03
9. «Deliberation» — 4:05
10. «July» — 4:42
11. «Evidence» — 5:01

## Заметка
- Композиции 1, 3, 9 и 10 из альбома The Great Cold Distance
- Композиции 2, 7, 8 и 11 из альбома Viva Emptiness
- Композиции 4 и 6 из альбома Tonight’s Decision
- Композиция 5 из альбома Discouraged Ones

## Участники записи
Группа
- Йонас Ренксе — вокал
- Андерс Нюстрём — гитара, бэк-вокал
- Фредрик Норрман — гитара
- Маттиас Норрман — бас-гитара
- Даниэль Лильеквист — ударные

Продакшн
- Трэвис Смит — арт-директор
- Петри Эскелинен — фотография
- Рональд Маттес — директор, исполнительный продюсер
- Эрик Фугманн-Брандт — редактор
- Roaxfilms — продюсер
- Кая Каргус — исполнительные продюсер
- Дэвид Кастилло — сведение, мастеринг